# Ignaz Venetz

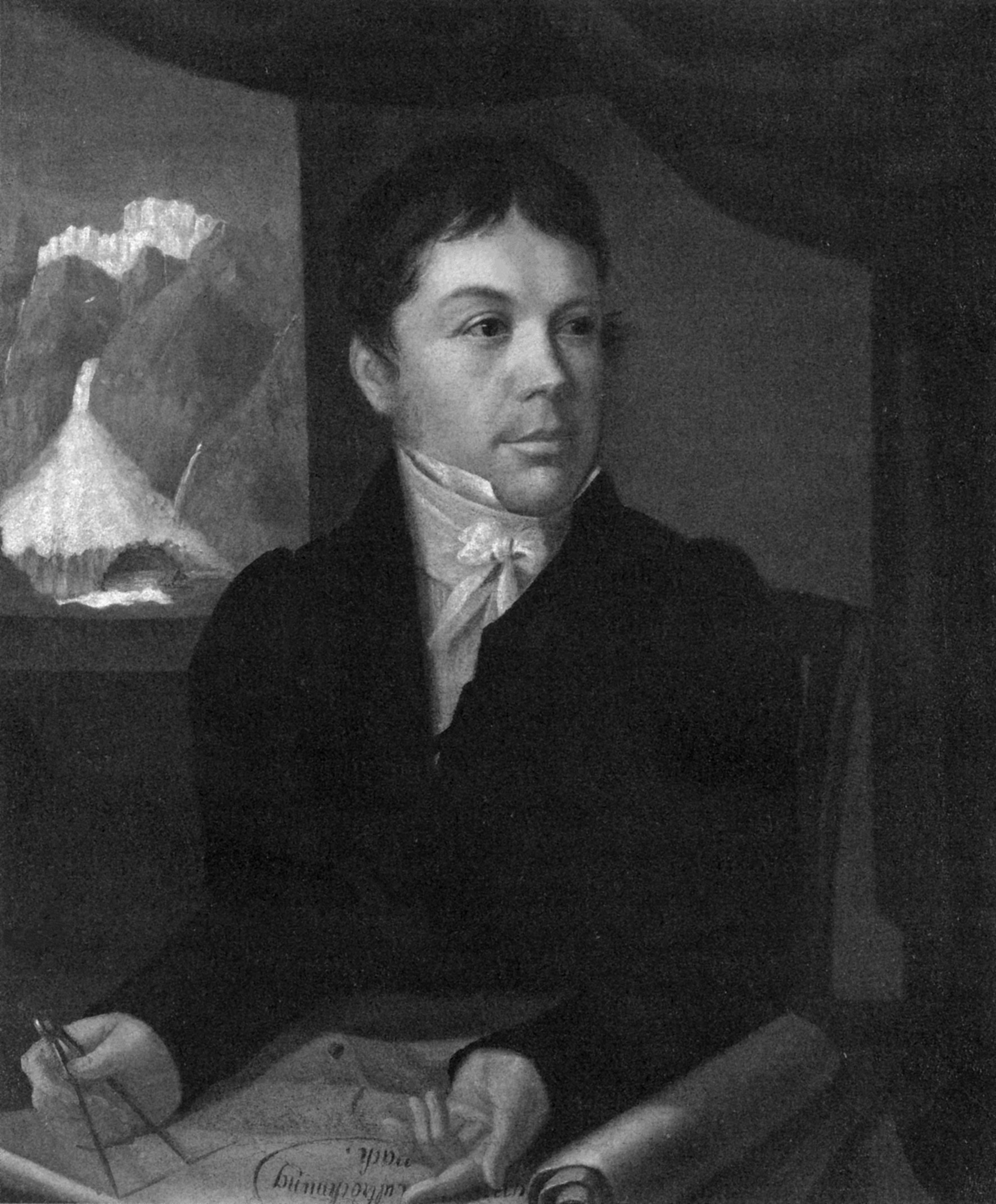
Ignaz Venetz (1826)

Ignaz Venetz (* 28. März 1788 in Visperterminen; † 20. April 1859 in Sion) war ein Schweizer Ingenieur, Botaniker und Glaziologe. Er gilt als einer der Väter der Eiszeit-Theorie. Sein offizielles botanisches Autorenkürzel lautet „Venetz“.

## Leben und Wirken
Schon während seiner Arbeit als Kantonsingenieur war Venetz mit den Spuren und Auswirkungen der Gletscher befasst und war unter anderem verantwortlich für die Versuche, den Gletschersturz des Giétrogletschers im Jahre 1818 zu verhindern. Im Zuge seiner Arbeit machte er die Bekanntschaft des Jean-Pierre Perraudin aus Lourtier im Wallis, der aufgrund seiner Beobachtungen die Theorie entwickelt hatte, dass die Gletscher im Wallis in vorgeschichtlicher Zeit eine weitaus grössere Ausdehnung als heute hatten.
1821 verfasste Venetz ein Werk über die Ausdehnung der Gletscherspuren im Schweizer Wallis als preisgekrönten Beitrag zum von der Schweizerischen Naturforschenden Gesellschaft ausgeschriebenen Wettbewerb „Über die Veränderungen der Temperatur in den Schweizer Alpen“. Durch den Hinweis von Perraudin und seine Untersuchungen zu dieser Arbeit war er auf die weite Verbreitung von Gletscherspuren weit ausserhalb der damaligen Gletscherverbreitung aufmerksam geworden und dehnte seine Untersuchungen auf das Oberwallis und das Schweizer Mittelland aus. Seine gesammelten Beobachtungen wurden 1833 unter dem Titel „Mémoire sur les Variations de la température dans les Alpes de la Suisse“ veröffentlicht, sieben Jahre bevor Louis Agassiz sein bekanntes Werk „Etudes sur les glaciers“ („Studien über Gletscher“) veröffentlichte. Zusammen mit Agassiz, Johann von Charpentier und Karl Friedrich Schimper gilt Venetz als einer der Begründer der Eiszeit-Theorie.
In den 1850er Jahren untersuchte Venetz mögliche Routen für einen besseren Verkehrsweg durch das Val d’Entremont und zum geplanten Menouvetunnel in das Aostatal.
Ihm zu Ehren ist der Venetz Peak im ostantarktischen Coatsland benannt.